# Франкфурт (Франкфурт-на-Майні)
«Франкфурт» (нім. «FSV Frankfurt») — німецький футбольний клуб з Франкфурта-на-Майні. Заснований 20 серпня 1899 року. Грає в регіональній лізі Південний Захід.
Більшого успіху досягла жіноча футбольна команда, що входить до складу спортивного товариства FSV Frankfurt: команда тричі ставала чемпіоном Німеччини і п'ять разів вигравала національний кубок.

## Досягнення
- Віце-чемпіон Німеччини: 1925
- Фіналіст Кубка Німеччини з футболу: 1938
- Чемпіон Німеччини (Південь): 1933
- Перше місце у Регіональній лізі «Південь»: 2008